# ヴァーツラフ・スメターチェク
ヴァーツラフ・スメターチェク（Václav Smetáček, 1906年9月30日 - 1986年2月18日）は、チェコの指揮者・オーボエ奏者・作曲家。

## 経歴
プラハで指揮法をメトド・ドレジルとパヴェル・ジェデチェクに師事するかたわら、プラハ大学で音楽学・美学・哲学を修める。プラハ木管五重奏団の創設メンバーであり、その演奏活動のために編曲や新作の提供もこなした。1930年から1933年までチェコ・フィルハーモニー管弦楽団に入団し、1934年から1943年までチェコ放送局の指揮者ならびに編集者を務めた。1945年からプラハ大学やプラハ芸術アカデミーの教員となる。
三十年間常任指揮者を務めたプラハ交響楽団では、いくつかの改革に着手した。古い時代の作品と、20世紀音楽の両方にレパートリーを押し広げたことはその一つであり、モーツァルトやケルビーニ、レイハ、ドヴォルジャーク、フェルステル、マルティヌー、オルフのほかに、ミロスラフ・カベラーツやルーボス・フィシェルの管弦楽曲がプラハ交響楽団のレパートリーに採用された。1938年からは国外でも演奏し、ヨーロッパや海外の音楽の中心地からも招待を受けるようになった。もっぱらコンサートの指揮者であったといえるが、オペラについても熟知していた。その幅広い活躍から「チェコのカラヤン」と称されたとの記載がCD解説にある。
スメターチェクを高く評価している音楽評論家の宇野功芳は、「二、三回しか来日していないが来るたびに大感動した指揮者」「チェコ・フィルの楽員から『音楽的にはノイマンよりスメターチェクのほうが断然上なのだが、ノイマンの政治力がすごいのでスメターチェクが目立たないでいる』と聞いた」と語っている（宇野功芳「宇野功芳の『クラシックの聴き方』」音楽之友社、P109～110）。